# Parentalia
Parentalia – rzymskie święto ku czci zmarłych przodków, obchodzone 13-21 lutego.
W tych dniach Rzymianie odwiedzali groby swoich przodków na cmentarzach znajdujących się za miastem. Zanosili im kwiaty, mleko i wino, karmiąc ich w ten sposób, aby nie szkodzili żyjącym.
Obchody kończyły 21 lutego Feralia, w zespół z Caristia (22 lutego).